# Kapunda
Kapunda – miasto w Australii, w stanie Australia Południowa.